# I’ll Be There (The-Jackson-Five-Lied)
I’ll Be There ist ein Lied von den Jackson Five aus dem Jahr 1970, das von Berry Gordy, Willie Hutch, Hal Davis und Bob West geschrieben wurde. Es erschien auf dem Album Third Album.

## Geschichte
In seiner Autobiografie Moonwalk von 1988 schrieb Michael Jackson, dass I’ll Be There das Lied war, dass die Jackson Five endgültig etabliert und dem Publikum zeigte, dass die Band mehr als Bubblegum-Pop drauf hatte. AllMusic schrieben: „Rarely, if ever, had one so young sung with so much authority and grace, investing this achingly tender ballad with wisdom and understanding far beyond his years“ (deutsch: „Es ist selten, dass ein so junger Mensch mit soviel Autorität und Anmut singt, dabei diese Ballade mit Weisheit und Verständnis ausstatte, dass es über das Alter hinausgeht“). Die Veröffentlichung war am 28. August 1970, in den Vereinigten Staaten wurde die Soulnummer der letzte Nummer-eins-Hit der Band und einen Tag danach wurde Michael Jackson 12 Jahre alt. I’ll Be There verkaufte sich in den USA 4,2 Millionen und im Rest der Welt 6,1 Millionen Mal, in Großbritannien wurde es mit der Silbernen Schallplatte ausgezeichnet. 2011 wurde das Lied in der Grammy Hall of Fame aufgenommen.

## Kommerzieller Erfolg

### Chartplatzierungen
| ChartsChartplatzierungen       | Höchstplatzierung | Wochen |
| ------------------------------ | ----------------- | ------ |
| Deutschland (GfK)              | 45 (1 Wo.)        | 1      |
| Vereinigte Staaten (Billboard) | 1 (16 Wo.)        | 16     |
| Vereinigtes Königreich (OCC)   | 4 (16 Wo.)        | 16     |

| ChartsJahrescharts (1970)      | Platzierung |
| ------------------------------ | ----------- |
| Vereinigte Staaten (Billboard) | 7           |

### Auszeichnungen für Musikverkäufe
| Land/Region                  | Auszeichnungen für Musikverkäufe (Land/Region, Auszeichnung, Verkäufe) | Verkäufe |
| ---------------------------- | ---------------------------------------------------------------------- | -------- |
| Vereinigtes Königreich (BPI) | Silber                                                                 | 200.000  |

## Coverversion von Mariah Carey und Trey Lorenz
Im Jahr 1992 veröffentlichten Mariah Carey und Trey Lorenz im Duett eine Liveversion des Liedes für MTV Unplugged. Die Aufnahme fand am 16. März 1992 statt, Mariah Carey sang Michael Jacksons Gesangspart und Trey Lorenz sang Jermaine Jacksons Zeilen. Wanyá Morris von Boyz II Men sang das Lied mit Mariah Carey in deren Videocompilation Fantasy: Mariah Carey at Madison Square Garden. Das Lied hat eine Taktangabe von 84 BPM. Careys Stimmumfang umfasst zwei Oktaven und drei Halbtöne von D3 bis F5.
Die Veröffentlichung war am 26. Mai 1992, in den Vereinigten Staaten, Kanada, Neuseeland und den Niederlanden wurde die R&B und Soulnummer ein Nummer-eins-Hit. Bei den Grammy Awards 1993 wurde das Lied in den Kategorien Beste Gesangsdarbietung als Duo oder Gruppe – R&B und Bester R&B-Song nominiert, verlor aber in beiden Fäöllen gegen End of the Road von Boyz II Men.
Am 7. Juli 2009 sangen Mariah Carey und Trey Lorenz das Lied nach 17 Jahren gemeinsam bei der Trauerfeier für Michael Jackson.

### Chartplatzierungen
| ChartsChartplatzierungen       | Höchstplatzierung | Wochen |
| ------------------------------ | ----------------- | ------ |
| Deutschland (GfK)              | 33 (14 Wo.)       | 14     |
| Schweiz (IFPI)                 | 20 (11 Wo.)       | 11     |
| Vereinigte Staaten (Billboard) | 1 (22 Wo.)        | 22     |
| Vereinigtes Königreich (OCC)   | 2 (9 Wo.)         | 9      |

| ChartsJahrescharts (1992)      | Platzierung |
| ------------------------------ | ----------- |
| Vereinigte Staaten (Billboard) | 16          |

### Mariah Carey/Auszeichnungen für Musikverkäufe
| Land/Region               | Auszeichnungen für Musikverkäufe (Land/Region, Auszeichnung, Verkäufe) | Verkäufe |
| ------------------------- | ---------------------------------------------------------------------- | -------- |
| Australien (ARIA)         | Platin                                                                 | 70.000   |
| Neuseeland (RMNZ)         | Gold                                                                   | 5.000    |
| Vereinigte Staaten (RIAA) | Gold                                                                   | 500.000  |
| Insgesamt                 | 2× Gold · 1× Platin ·                                                  | 575.000  |

Hauptartikel: Mariah Carey/Auszeichnungen für Musikverkäufe

## Andere Coverversionen
- 1970: Claudine Longet
- 1970: Ray Conniff
- 1971: Andy Williams
- 1971: Byron Lee
- 1971: Lou Donaldson
- 1972: Karel Gott (Komm zu mir)
- 1973: Willie Hutch
- 1975: Gloria Gaynor
- 1983: Michael Jackson
- 1990: New Kids on the Block
- 1991: Israel Kamakawiwoʻole
- 1992: Diana Ross feat. Michael Jackson
- 1995: The Four Tops
- 1995: James Last
- 1996: La Toya Jackson
- 1999: Dave Koz
- 2000: Westlife
- 2002: Declan Galbraith
- 2003: Before Four
- 2004: Me First and the Gimme Gimmes
- 2005: Jimmy Barnes
- 2006: Gilbert Montagné
- 2006: The Temptations
- 2007: Tina Charles
- 2011: Conchita Wurst
- 2012: Leo Rojas
- 2013: Marcus Miller
- 2015: Jake Shimabukuro
- 2016: Stan Walker feat. Samantha Jade
- 2021: Gabrielle